# Perla Batalla
Perla Batalla (Los Angeles, ...) è una cantautrice statunitense.
È nota come corista di Leonard Cohen.

## Discografia
- 1993 - Perla Batalla
- 1999 - Mestiza
- 2000 - Heaven and Earth
- 2002 - Discoteca Batalla
- 2004 - Gracias a la Vida
- 2007 - Bird On The Wire: The Songs Of Leonard Cohen
- 2014 - Love is Everything